# Bjørkelangen
Bjørkelangen là một làng nằm ở Na Uy.